# Erick Dowson Prado
Erick Dowson Prado Meléndez (ur. 25 stycznia 1976 w San Salvador) – salwadorski piłkarz występujący na pozycji środkowego obrońcy lub defensywnego pomocnika, reprezentant Salwadoru, trener piłkarski, od 2025 roku prowadzi Isidro Metapán.
Jego syn Andrés Prado również jest piłkarzem.